# Scolecolepides freemani
Scolecolepides freemani är en ringmaskart som beskrevs av Mitchell och Edwards 1988. Scolecolepides freemani ingår i släktet Scolecolepides och familjen Spionidae.
Artens utbredningsområde är havet kring Nya Zeeland. Inga underarter finns listade i Catalogue of Life.